# Gouverneur de la province d'Anvers
 (octobre 2024).
Si vous disposez d'ouvrages ou d'articles de référence ou si vous connaissez des sites web de qualité traitant du thème abordé ici, merci de compléter l'article en donnant les références utiles à sa vérifiabilité et en les liant à la section « Notes et références ».
Le gouverneur de la province d'Anvers ou gouverneur d'Anvers est le Commissaire des Gouvernements régional, communautaire et fédéral dans la province d'Anvers.
Il assiste aux séances du conseil provincial devant lequel il peut prendre la parole.

## Histoire
La géographie de la province d'Anvers actuelle a été créée durant la domination néerlandaise de la Belgique, Charles-Louis de Keverberg de Kessel est alors nommé gouverneur, dû à sa grande expérience dans l'administration publique pendant le Premier Empire. À la suite de la révolution belge et de la proclamation d'indépendance du royaume de Belgique le 4 octobre 1830, la province devint l'actuelle frontière sud bordant la Belgique et les Pays-Bas. François de Robiano devient le 4 octobre 1830 le premier gouverneur de la province d'Anvers belge.

## Nomination
Le gouverneur est nommé par le roi des Belges sur proposition du gouvernement fédéral. Le processus de nomination comprend généralement une sélection basée sur des critères tels que l'expérience administrative, la compétence professionnelle et la connaissance de la région concernée. Une fois choisi, le gouverneur est officiellement nommé par le Roi et prend ses fonctions dans la province désignée.

## Rôle
Le gouverneur d'Anvers est le représentant de l'État belge dans la province d'Anvers. Son rôle principal est de veiller à ce que les lois et les décrets nationaux et régionaux soient appliqués dans la province. Il est également chargé de coordonner les activités des différentes administrations provinciales et locales, ainsi que de représenter l'État lors d'événements officiel, telles que les catastrophes naturelles ou les situations de sécurité publique. En tant que tel, le gouverneur exerce des fonctions à la fois administratives et représentatives dans la province.

## Pouvoirs du gouverneur

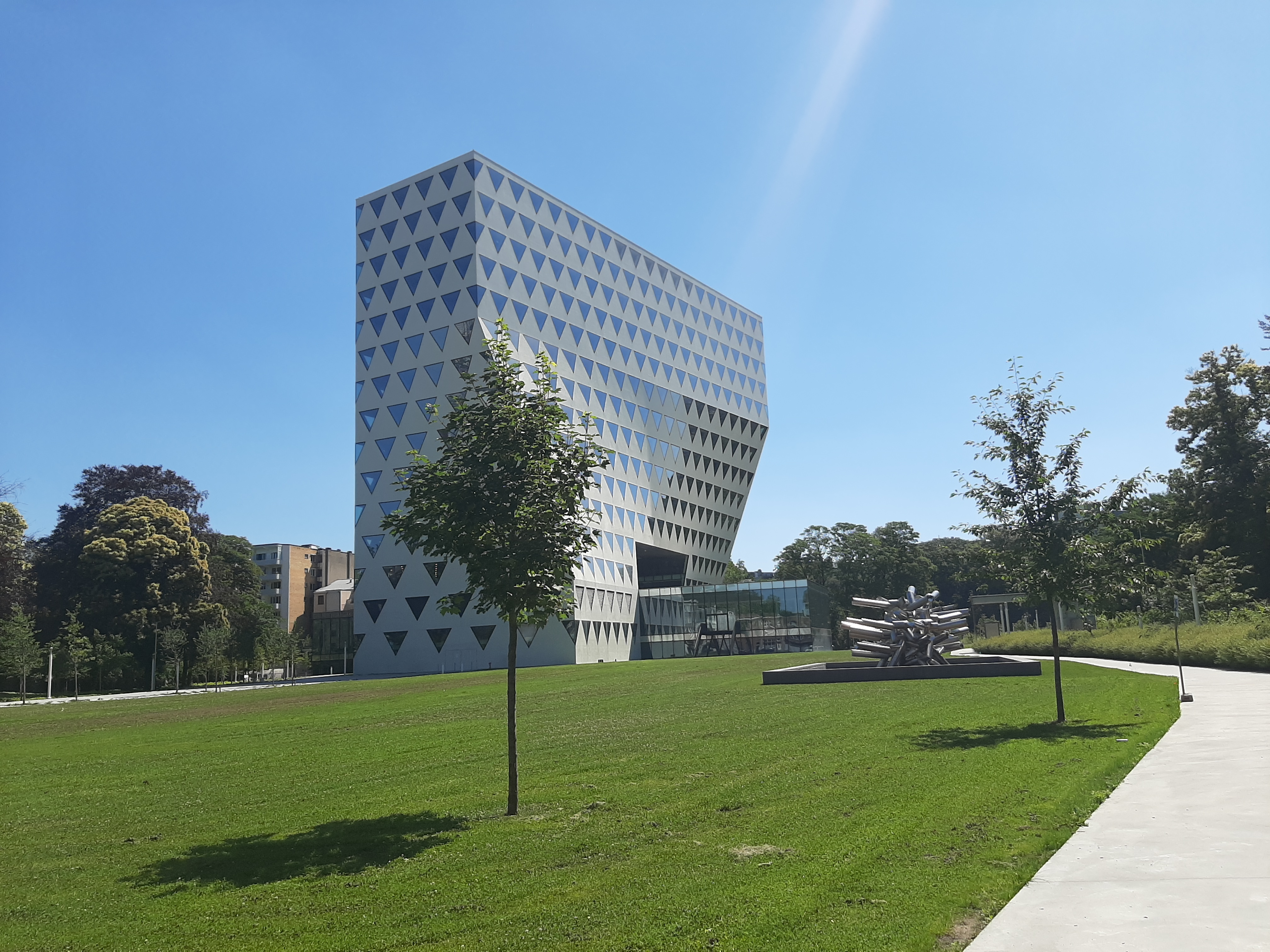
La Maison provinciale à Anvers.

Le gouverneur d'Anvers dispose de plusieurs pouvoirs et responsabilités, notamment :
Exécution des lois et des décrets : Le gouverneur veille à ce que les lois nationales et régionales soient appliquées dans la province d'Anvers.
Coordination administrative : Il coordonne les activités des différentes administrations provinciales et locales afin de garantir une gestion efficace des affaires publiques.
Représentation de l'État : Le gouverneur représente l'État belge dans la province lors d'événements officiels et de cérémonies.
Sécurité publique : Il est chargé de maintenir l'ordre public et la sécurité dans la province, en coopération avec les autorités locales et les forces de l'ordre.
Supervision des élections : Il supervise l'organisation des élections provinciales et communales dans sa province.
Contrôle budgétaire : Le gouverneur contrôle l'exécution des budgets des provinces et des communes de sa province.